# Reinardt Janse van Rensburg
Reinardt Janse van Rensburg (Virginia, 3 februari 1989) is een Zuid-Afrikaans wielrenner. In 2025 rijdt hij bij het Zuid-Afrikaanse clubteam Team Tshenolo Pro Cycling. Hij is geen familie van achternaamgenoot Jacques Janse van Rensburg. 

## Carrière
In 2007 werd hij tweede op het nationaal kampioenschap tijdrijden voor junioren. In 2009 won hij zijn eerste wedstrijd, de Berg en Dale Classic, een criterium. Hij werd Afrikaans kampioen in de ploegentijdrit, samen met Jay Robert Thomson, Ian McLeod en Christoff Van Heerden. In de individuele tijdrit werd hij tweede, in de wegwedstrijd negende.
In 2010 werd hij Afrikaans kampioen tijdrijden bij de beloften en werd onder andere zesde in de Ronde van Marokko en won de Knysna Tour, een wedstrijd over 100 kilometer, de Lost City Classic (criterium) en een etappe in de Ronde van Rwanda.

## Overwinningen
2009
 Afrikaans kampioen ploegentijdrijden, Elite
2010
 Zuid-Afrikaans kampioen tijdrijden, Beloften
1e etappe Ronde van Rwanda
2011
2e etappe Ronde van Marokko
2e etappe Herald Sun Tour
2012
 Zuid-Afrikaans kampioen tijdrijden, Elite
1e, 5e, 6e en 8e etappe Ronde van Marokko
Eind- en puntenklassement Ronde van Marokko
4e etappe Ronde van Bretagne
Eindklassement Ronde van Bretagne
Proloog Ronde van Overijssel
Eindklassement Ronde van Overijssel
Circuit de Wallonie
Puntenklassement Fleche du Sud
Puntenklassement Tour de Gironde
Ronde van Zeeland Seaports
Proloog en 10e etappe Ronde van Portugal
Puntenklassement Ronde van Portugal
2013
Memorial Frank Vandenbroucke
2016
Eindklassement Ronde van Langkawi
2017
 Zuid-Afrikaans kampioen op de weg, Elite
2022
 Zuid-Afrikaans kampioen op de weg, Elite
2025
1e en 5e etappe Ronde van Benin
Eind- en puntenklassement Ronde van Benin
Grote Prijs van Cotonou

## Resultaten in voornaamste wedstrijden
| Jaar | Ronde van Italië | Ronde van Frankrijk | Ronde van Spanje |
| ---- | ---------------- | ------------------- | ---------------- |
| 2012 |                  |                     |                  |
| 2013 |                  |                     | 98e              |
| 2014 |                  |                     |                  |
| 2015 |                  | 96e                 |                  |
| 2016 |                  | 115e                |                  |
| 2017 |                  | 118e                |                  |
| 2018 |                  | 110e                |                  |
| 2019 |                  | 124e                |                  |
| 2020 |                  |                     | 103e             |
| 2021 |                  |                     | buiten tijd      |
| 2022 |                  | 132e                |                  |

| Jaar | Milaan-San Remo | Gent-Wevelgem | Ronde van Vlaanderen | Parijs-Roubaix | Amstel Gold Race | Parijs-Tours |  | WK op de weg |  | Wereldranglijsten |
| ---- | --------------- | ------------- | -------------------- | -------------- | ---------------- | ------------ |  | ------------ |  | ----------------- |
| 2012 |                 |               |                      |                |                  |              |  | opgave       |  |                   |
| 2013 |                 | opgave        | 75e                  |                | opgave           | 77e          |  | opgave       |  |                   |
| 2014 | 73e             | opgave        | 64e                  | 69e            | 116e             |              |  | 73e          |  |                   |
| 2015 | 36e             | opgave        | 67e                  | 124e           |                  | 91e          |  | opgave       |  |                   |
| 2016 | 92e             | opgave        | 88e                  | 72e            |                  |              |  |              |  |                   |
| 2017 |                 |               | 59e                  | 97e            |                  |              |  | 39e          |  | 265e (UWT)        |
| 2018 |                 |               |                      |                |                  | 34e          |  |              |  | 303e (UWT)        |
| 2019 | 26e             | opgave        | 55e                  | 61e            |                  | 33e          |  |              |  |                   |
| 2020 |                 | 28e           | 72e                  |                |                  |              |  |              |  |                   |
| 2021 |                 |               |                      | 87e            |                  |              |  | opgave       |  |                   |
| 2022 |                 |               |                      |                |                  |              |  |              |  |                   |

## Ploegen
- 2010 –  MTN Energade
- 2011 –  MTN Qhubeka
- 2012 –  MTN Qhubeka
- 2013 –  Team Argos-Shimano
- 2014 –  Team Giant-Shimano
- 2015 –  MTN-Qhubeka
- 2016 –  Team Dimension Data
- 2017 –  Team Dimension Data
- 2018 –  Team Dimension Data
- 2019 –  Team Dimension Data
- 2020 –  NTT Pro Cycling
- 2021 –  Team Qhubeka-ASSOS
- 2022 −  Lotto Soudal (vanaf 1/5)
- 2023 −  Denver Disruptors
- 2024 –  China Glory-Mentech Continental Cycling Team

Wielerploegen van Reinardt Janse van Rensburg
Evans · Girdlestone · Janse van Rensburg · McLeod · Namanyana · Niyonshuti · Potgieter · C. Van Heerden · J. Van Heerden · Venter
Brown · Girdlestone · Impey · Janse van Rensburg · Keey · Namanyana · Nel · Niyonshuti · Petrus · Potgieter · Tennent · Van Heerden · van Niekerk · Wesemann
Abraha · Beneke · Brown · Debesay · Grmay · J.Janse van Rensburg · R.Janse van Rensburg · Jim · Nel · Niyonshuti · Petrus · Potgieter · Russom · Tewelde · van Niekerk · Venter · Wesemann
Ahlstrand ·
Arndt ·
Barguil · 
Clarke ·
Curvers ·
Damuseau ·
De Backer ·
Degenkolb ·
Dumoulin ·
Fröhlinger ·
Geschke ·
Gretsch ·
Huguet ·
Hupond ·
Janse van Rensburg · 
Ji · 
Kittel ·
de Kort ·
Ludvigsson ·
Mezgec ·
Parisien ·
Peterson ·
Preidler ·
Sinkeldam ·
Sprick ·
Stamsnijder ·
Timmer · 
Veelers · 
Xing ·
Holler (stagiair) · 
Jauregui (stagiair) · 
Olsson (stagiair)
Ahlstrand · Arndt · Barguil · Bulgaç · Craddock · Curvers · Damuseau · De Backer · De Kort · Degenkolb · Devenyns · Dumoulin · Fröhlinger · Geschke · Haga · Hupond · Janse van Rensburg · Ji · Kittel · Loh · T. Ludvigsson · Mezgec · Olivier · Peterson · Preidler · Sinkeldam · Sprick · Stamsnijder · Timmer · Veelers · Lammertink (stagiair) · F. Ludvigsson (stagiair) 
Berhane · Boasson Hagen · Bos · Brammeier · Ciolek · Cummings · Dougall · Farrar · Goss · R.Janse van Rensburg · J.Janse van Rensburg · Jim · Kudus · Meintjes · Niyonshuti · Pauwels · Reguigui · Sbaragli · Stauff · Teklehaimanot · Thomson · van Zyl · Venter · Julius (stagiair)
Antón · Berhane · Boasson Hagen · Bos · Brammeier · Cavendish · Cummings · Debesay · Dougall · Eisel · Farrar · Fraile · Haas · J.Janse van Rensburg · R.Janse van Rensburg · Jim · Kudus · Meyer · Niyonshuti · Pauwels · Reguigui · Renshaw · Sbaragli · Siwtsow · Teklehaimanot · Thomson · Venter · van Zyl · Eyob (stagiair) · Gebreigzabhier (stagiair) · Gibbons (stagiair)
Antón · Berhane · Boasson Hagen · Cavendish · Cummings · Debesay · Dougall · Eisel · Farrar · Fraile · Gibbons · Haas · J. Janse van Rensburg · R. Janse van Rensburg · King · Kudus · Morton · Niyonshuti · O'Connor · Pauwels · Reguigui · Renshaw · Sbaragli · Teklehaimanot · Thomson · Thwaites · Venter · van Zyl · Dlamini (stagiair) · Eyob (stagiair) · Gebreigzabhier (stagiair)
Antón · Berhane · Boasson Hagen · Cavendish · Cummings · Davies · Debesay · Dlamini · Dougall · Eisel · Gebreigzabhier · Gibbons · J. Janse van Rensburg · R. Janse van Rensburg · King · Kudus · Meintjes · Morton · O'Connor · Pauwels · Renshaw · Slagter · Thomson · Thwaites · Venter · Vermote · van Zyl
Bak · Boasson Hagen · Cavendish · Cummings · Davies · de Bod · Dlamini · Eisel · Gasparotto · Gebreigzabhier · Gibbons · J. Janse van Rensburg · R. Janse van Rensburg · King · Kreuziger · Mäder · Meintjes · Nizzolo · O'Connor · Renshaw · Slagter · Thomson · Tiller · Valgren · Venter · Vermote · Wyss
Barbero · Battistella · Boasson Hagen · Campenaerts · Carbel · De Bod · Dlamini · Dyball · Gasparotto · Gebreigzabhier · Gibbons · Gogl · Iribe · Janse van Rensburg · King · Kreuziger · Mäder · Meintjes · Nizzolo  · O'Connor · Pozzovivo · Sobrero · Stokbro · Sunderland · Thomson · Tiller · Valgren · Walscheid · Wyss
Armée · Aru · Barbero · Bennett · Brown · Campenaerts · Claeys · Clarke · Dlamini · Frankiny · Gogl · Hansen · Henao · Janse van Rensburg · Lindeman · Nizzolo  · Pelucchi · Power · Pozzovivo · Schmid · Stokbro · Sunderland · Tanfield · Vacek · Vinjebo · Walscheid · Wiśniowski
Barbero (vanaf 1/5) · Beullens · Campenaerts · Conca · Cras · De Buyst · De Gendt · De Lie · Drizners · Ewan · Frison · Gilbert · Grignard · Holmes · Janse van Rensburg (vanaf 1/5) · Kluge · Kron · Małecki · Moniquet · Schwarzmann · Selig · Sweeny · Van Gils · Van Moer · Vanhoucke · Vermeersch · Verschaeve · Vervloesem · Wellens